# Liste des unités monétaires remplacées par l'euro
L'euro étant la monnaie officielle de l'Union européenne, les monnaies nationales des États membres ont été ou doivent être remplacées progressivement dans les porte monnaies, à l'exception de la couronne danoise.

## Déjà remplacées
Voici la liste des monnaies ayant déjà été remplacées par l'euro :

### États membres de l'Union européenne
| #  | État       | Monnaie              | Date                                | 1 EUR            |
| -- | ---------- | -------------------- | ----------------------------------- | ---------------- |
| 1  | Allemagne  | Deutsche Mark        | 1er janvier 1999 / 1er janvier 2002 | +0001,95583 DEM  |
| 2  | Autriche   | Schilling            | 1er janvier 1999 / 1er janvier 2002 | +0013,7603 ATS   |
| 3  | Belgique   | Franc belge          | 1er janvier 1999 / 1er janvier 2002 | +0040,3399 BEF   |
| 4  | Espagne    | Peseta               | 1er janvier 1999 / 1er janvier 2002 | +0166,386 ESP    |
| 5  | Finlande   | Mark finlandais      | 1er janvier 1999 / 1er janvier 2002 | +0005,94573 FIM  |
| 6  | France     | Franc français       | 1er janvier 1999 / 1er janvier 2002 | +0006,55957 FRF  |
| 7  | Irlande    | Livre irlandaise     | 1er janvier 1999 / 1er janvier 2002 | +0000,787564 IEP |
| 8  | Italie     | Lire italienne       | 1er janvier 1999 / 1er janvier 2002 | +1 936,27 ITL    |
| 9  | Luxembourg | Franc luxembourgeois | 1er janvier 1999 / 1er janvier 2002 | +0040,3399 LUF   |
| 10 | Pays-Bas   | Florin               | 1er janvier 1999 / 1er janvier 2002 | +0002,20371 NLG  |
| 11 | Portugal   | Escudo               | 1er janvier 1999 / 1er janvier 2002 | +0200,482 PTE    |
| 12 | Grèce      | Drachme              | 1er janvier 2001 / 1er janvier 2002 | +0340,75 GRD     |
| 13 | Slovénie   | Tolar                | 1er janvier 2007                    | +0239,64 SIT     |
| 14 | Chypre     | Livre chypriote      | 1er janvier 2008                    | +0000,585274 CYP |
| 15 | Malte      | Lire maltaise        | 1er janvier 2008                    | +0000,4293 MTL   |
| 16 | Slovaquie  | Couronne slovaque    | 1er janvier 2009                    | +0030,126 SKK    |
| 17 | Estonie    | Couronne estonienne  | 1er janvier 2011                    | +0015,6466 EEK   |
| 18 | Lettonie   | Lats                 | 1er janvier 2014                    | +0000,702804 LVL |
| 19 | Lituanie   | Litas                | 1er janvier 2015                    | +0003,4528 LTL   |
| 20 | Croatie    | Kuna                 | 1er janvier 2023                    | +0007,5345 HRK   |

### Adoptionde jure
Certains États non membres de l'Union ont adopté l'euro pour une meilleure stabilité ou parce que leur monnaie se trouvait liée à la monnaie d'un État membre et elle-même remplacée par l'euro ou parce qu'ils utilisaient la monnaie d'un État membre :
| # | État        | Monnaie remplacée   | Date             | Monnaie liée                       |
| - | ----------- | ------------------- | ---------------- | ---------------------------------- |
| 1 | Monaco      | Franc monégasque    | 1er janvier 2002 | Franc français                     |
| 2 | Saint-Marin | Lire de Saint-Marin | 1er janvier 2002 | Lire italienne                     |
| 3 | Vatican     | Lire vaticane       | 1er janvier 2002 | Lire italienne                     |
| 4 | Andorre     | Monnaies andorranes | 1er janvier 2014 | Franc français et peseta espagnole |

### Adoptionde facto
| # | État       | Monnaie remplacée | Date             | Monnaie liée |
| - | ---------- | ----------------- | ---------------- | ------------ |
| 1 | Kosovo     | Mark allemand     | 1er janvier 2002 | –            |
| 2 | Monténégro | Mark allemand     | 1er janvier 2002 | –            |

## À venir
Des douze États membres lors de l'entrée en application du traité de Maastricht, seuls deux n'ont pas encore adopté l'euro. Le Danemark et le Royaume-Uni ont en effet obtenu une option de retrait lors de la rédaction du traité. Cette clause leur permet de conserver leur monnaie. Le Danemark a cependant souscrit au second mécanisme de taux de change européen (MCE II), sa monnaie est donc liée à l'euro. Le Royaume-Uni a quitté l'Union européenne en 2020 et n'a jamais souhaité abandonner la livre sterling.
Les autres États, devenus membres de l'Union européenne après l'entrée en application du traité de Maastricht, doivent adopter l'euro « dans les meilleurs délais » :
| # | État               | Monnaie           | Date prévue                                                          | 1 EUR   |
| - | ------------------ | ----------------- | -------------------------------------------------------------------- | ------- |
| 1 | Bulgarie           | Lev bulgare       | Membre du MCE II depuis 2020. Objectif d’adhésion en 2026.           | 1,95583 |
| 2 | Roumanie           | Leu roumain       | Entrée dans le MCE II espérée en 2024. Objectif d'adhésion dès 2029. | À venir |
| 3 | Danemark           | Couronne danoise  | Membre du MCE II depuis 1999. Pas d'objectif d'adhésion.             | 7,4603  |
| 4 | Hongrie            | Forint hongrois   | Pas d'objectif d'adhésion au MCE II.                                 | -       |
| 5 | Pologne            | Złoty             | Pas d'objectif d'adhésion au MCE II.                                 | -       |
| 6 | République tchèque | Couronne tchèque  | Pas d'objectif d'adhésion au MCE II.                                 | -       |
| 7 | Suède              | Couronne suédoise | Pas d'objectif d'adhésion au MCE II.                                 | -       |

## Compléments